# سقانفار سقندین‌کلا
سقانفار سقندین کلا ساری مربوط به دوره قاجار است و در شهرستان ساری، بخش کلیجان رستاق، دهستان کلیجان رستاق علیا، روستای سقندین کلا واقع شده و این اثر در تاریخ ۲۶ اسفند ۱۳۸۶ با شمارهٔ ثبت ۲۱۹۶۴ به‌عنوان یکی از آثار ملی ایران به ثبت رسیده است.